# Casa Museo Basadre
La Casa Museo Basadre se ubica en la ciudad de Tacna, frente al Paseo Cívico de Tacna. Fue residencia del historiador tacneño Jorge Basadre Grohmann. En este museo se exhibe una amplia infraestructura de estilo republicano junto a una variada colección de sus obras.

## Historia
El inmueble fue declarado Monumento Histórico y artístico el 5 de abril de 1978 por el Instituto Nacional de Cultura bajo la Resolución 0122-78-ED. Fue la morada donde nació y vivió sus primeros años el historiador Jorge Basadre Grohmann, quien contribuyó al conocimiento de la Historia Contemporánea del Perú.
En ella se puede observar la biblioteca, el archivo y manuscritos originales del historiador. La Casa Basadre es propiedad del Banco de la Nación desde 1976. Fue restaurada en el 2004.

## Descripción
La fachada es de estilo republicano íntegramente en piedra de cantería, su estructura consta de una sola planta con muros de adobe y quincha y columnas de madera.
La organización espacial es con características coloniales, los ambientes están distribuidos alrededor de dos patios, el primero tiene acceso desde la calle a través de un zaguán, la fachada principal posee dos puertas de ingreso.

## Centro Cultural Casa Basadre
El 27 de agosto de 2018, por el aniversario 89 de la Reincorporación de la Ciudad de Tacna al Perú, el presidente Martín Vizcarra, la vicepresidenta Mercedes Aráoz y autoridades locales inauguraron el Centro Cultural Casa Basadre, remozada por la Banco de la Nación.
Se exhibió por primera vez la máscara mortuoria en cera, así como el molde de la mano derecha del escritor, donados por los hijos del escultor Miguel Baca Rossi a la Fundación Cultural del Banco de la Nación. El remozamiento de la casa incluyó el pintando de todos los ambientes, recableado del sistema eléctrico, arreglo de paredes afectadas por la humedad, implementación de luminarias y elementos museográficos en dos salas.